# SuperSport Park
Il SuperSport Park è uno stadio di cricket situato a Centurion, in Sudafrica. È uno degli stadi più prestigiosi del mondo di questa disciplina godendo dello status di Test cricket ground e avendo ospitato partite di diverse edizioni Coppa del Mondo di cricket e la finale dell'ICC Champions Trophy 2009.